# Kriebitzsch
Kriebitzsch é um município da Alemanha localizado no distrito de Altenburger Land, estado da Turíngia.  Pertence ao Verwaltungsgemeinschaft de Rositz.

## Demografia
População em 31 de dezembro de cada ano:
| - 1994 - 1.511 - 1995 - 1.462 - 1996 - 1.427 - 1997 - 1.405 | - 1998 - 1.385 - 1999 - 1.346 - 2000 - 1.318 - 2001 - 1.312 | - 2002 - 1.268 - 2003 - 1.233 - 2004 - 1.256 - 2006 - 1.208 |

Fonte: Thüringer Landesamt für Statistik